# Gilhac-et-Bruzac
Gilhac-et-Bruzac est une commune française, située dans le département de l'Ardèche en région Auvergne-Rhône-Alpes.
La commune, étendue, n'a pas de village-centre mais de nombreux hameaux dont deux lui ont donné leur nom. Dans sa partie méridionale se trouve un édifice historique remarquable, le château de Pierre Gourde, perché sur une colline, qui date du XIIIe siècle. L'histoire du lieu et de ses hameaux environnants fut marquée par les guerres de religion entre protestants et catholiques.
Durant le Moyen Âge et l'Ancien Régime, quatre familles ont dominé la seigneurie de Pierre Gourde qui s'étendait sur l'ensemble du territoire communal actuel : les familles Barjac, Maugiron et Veynes
Gilhac-et-Bruzac est une des 42 communes adhérentes à la communauté d'agglomération Privas Centre Ardèche depuis le 31 décembre 2013. C'est une des communes les moins peuplées de cette collectivité mais elle a le plus grand territoire en superficie, soit près de 31 km2.
Ses habitants sont appelés les Pierregourdains.

## Géographie

### Situation
Situé dans la partie nord-est du département de l'Ardèche, entre les villes de Privas et de Valence, le territoire de la commune de Gilhac-et-Bruzac domine en grande partie la vallée du Rhône, mais aussi la basse vallée de l'Eyrieux, au nord de la ville de Saint-Laurent-du-Pape.
Au niveau local, la commune est située sur la bordure orientale du Massif central, à la lisère du massif montagneux des Boutières.
La mairie se situe à 35 km au nord-est de Privas, préfecture de l'Ardèche, et à 20 km de Valence, ville-centre de la principale agglomération de la région.

### Description
La commune essentiellement rurale ne possède pas de véritable bourg central, ni même de village notable. Elle s'est constituée autour de deux hameaux qui lui ont donné son nom : Gilhac, près du château de Pierre Gourde, et Bruzac, près du Moulin à Vent.
Avec ses 779 mètres d'altitude, la montagne du Serre de Mure est le point culminant de la commune.

### Hydrographie
Le territoire communal est traversé par une rivière, affluent direct du Rhône, le Turzon, qui comprend six affluents s'écoulant tous sur la commune.
- Le Turzon est une petite rivière qui prend sa source à 735 m d'altitude, juste à côté du passage du GR 42 ou GR du Pays de Vernoux. Il creuse des gorges profondes et descend ensuite vers le sud-est pour rejoindre le Rhône au niveau de Saint-Georges-les-Bains, à 107 m d'altitude ;
- le ruisseau de Bruzac, 3,2 km ;
- le ruisseau de Barde, 2,6 km ;
- le ruisseau de Gilhac, 1,3 km
- le ruisseau de Perroter, 1,4 km ;
- le ruisseau de Roustain, 3,3 km ;
- le ruisseau des Fontanelles, 2,2 km.

Ces ruisseaux sont tous, entièrement ou partiellement, situés sur le territoire de la commune
Un ruisseau, affluent de la Dunière et sous-affluent de l'Eyrieux s'écoule au sud du territoire communal : le ruisseau de Grosjeanne (4,6 km).
Un ruisseau, affluent de l'Embroye s'écoule à l'est du territoire communal : le ruisseau des Vans (3,9 km).

### Climat
Pour des articles plus généraux, voir Climat d'Auvergne-Rhône-Alpes et Climat de l'Ardèche.
En 2010, le climat de la commune est de type climat méditerranéen altéré, selon une étude du CNRS s'appuyant sur une série de données couvrant la période 1971-2000. En 2020, Météo-France publie une typologie des climats de la France métropolitaine dans laquelle la commune est dans une zone de transition entre le climat de montagne et le climat méditerranéen et est dans la région climatique Moyenne vallée du Rhône, caractérisée par un bon ensoleillement en été (fraction d’insolation > 60 %), une forte amplitude thermique annuelle (4 à 20 °C), un air sec en toutes saisons, orageux en été, des vents forts (mistral), une pluviométrie élevée en automne (250 à 300 mm).
Pour la période 1971-2000, la température annuelle moyenne est de 10,9 °C, avec une amplitude thermique annuelle de 16,9 °C. Le cumul annuel moyen de précipitations est de 1 051 mm, avec 6,7 jours de précipitations en janvier et 5,5 jours en juillet. Pour la période 1991-2020, la température moyenne annuelle observée sur la station météorologique de Météo-France la plus proche, « Saint-Laurent Pape », sur la commune de Saint-Laurent-du-Pape à 5 km à vol d'oiseau, est de 13,6 °C et le cumul annuel moyen de précipitations est de 1 027,6 mm,. Pour l'avenir, les paramètres climatiques de la commune estimés pour 2050 selon différents scénarios d'émission de gaz à effet de serre sont consultables sur un site dédié publié par Météo-France en novembre 2022.

### Voies de communication

#### Voies routières
Le territoire de la commune se situe hors des voies de grande circulation. Il est cependant traversé par les routes départementales (RD) 232, 266, 279 et 479 qui relient les hameaux avec les communes voisines et l'ancienne route nationale 86 qui longe le Rhône et traverse la ville voisine de La Voulte-sur-Rhône.
L’accès autoroutier vers l'A7 le plus proche de la mairie de Gilhac-et-Bruzac se situe à 25 kilomètres, par la sortie no 16 de Loriol-sur-Drôme.

#### Voies ferrées
Les gares de voyageurs les plus proches de Gilhac-et-Bruzac sont celles de Livron-sur-Drôme et de Loriol-sur-Drôme (Drôme) à environ 20 kilomètres. La gare de Valence-Ville à 23 kilomètres et la gare de Valence TGV à 33 kilomètres bénéficient d'une desserte plus importante.

## Urbanisme

### Typologie
Au 1er janvier 2024, Gilhac-et-Bruzac est catégorisée commune rurale à habitat très dispersé, selon la nouvelle grille communale de densité à 7 niveaux définie par l'Insee en 2022.
Elle est située hors unité urbaine. Par ailleurs la commune fait partie de l'aire d'attraction de Valence, dont elle est une commune de la couronne,. Cette aire, qui regroupe 71 communes, est catégorisée dans les aires de 200 000 à moins de 700 000 habitants,.

### Occupation des sols
L'occupation des sols de la commune, telle qu'elle ressort de la base de données européenne d’occupation biophysique des sols Corine Land Cover (CLC), est marquée par l'importance des forêts et milieux semi-naturels (94,6 % en 2018), une proportion sensiblement équivalente à celle de 1990 (94,9 %). La répartition détaillée en 2018 est la suivante : 
forêts (74,2 %), milieux à végétation arbustive et/ou herbacée (20,4 %), zones agricoles hétérogènes (5,4 %).
L'évolution de l’occupation des sols de la commune et de ses infrastructures peut être observée sur les différentes représentations cartographiques du territoire : la carte de Cassini (XVIIIe siècle), la carte d'état-major (1820-1866) et les cartes ou photos aériennes de l'IGN pour la période actuelle (1950 à aujourd'hui).

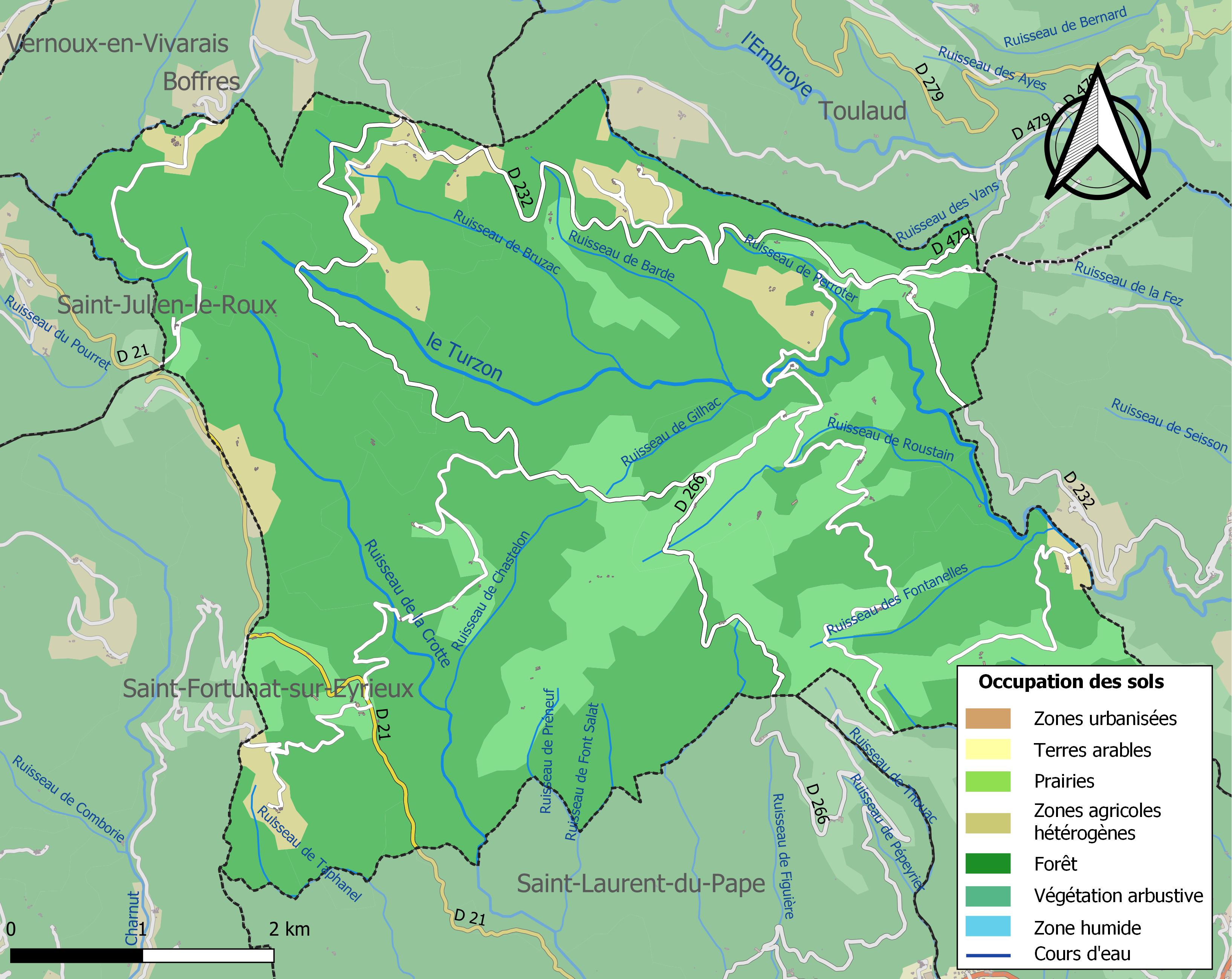
Carte des infrastructures et de l'occupation des sols de la commune en 2018 (CLC).

### Lieux-dits, hameaux et écarts
Voici, ci-dessous, la liste la plus complète possible des divers hameaux, quartiers et lieux-dits résidentiels urbains comme ruraux, ainsi que les écarts qui composent le territoire de la commune de Gilhac-et-Bruzac, présentés selon les références toponymiques fournies par le site géoportail de l'Institut géographique national. La commune ne possédant pas de bourg central, voire de chef-lieu bien défini, les principaux hameaux sont indiqués en caractères gras.
| - Le Moulin à vent - Bruzac - Le Petit Garait - Blanchard - La Maisonneuve - Mailière (Mélière) - Chastelou - Les Biousses - Derne - Les Michauds - Venoux | - Rotisson - Champatier - Moulin de Pérot - la Grange de Perrot - Grosjeanne - Pinet - Le Grand Valayer - Les Baux - Les tuilières - Viron - Gilhac | - Girbaud (église & cimetière) - Le grand Roustain - Le petit Roustain - La grange Roustain - Tromparent - Clavel - Aubinas - Chastain - Monistrol (mairie) - Passevite - La Maisonneuve | - Boussenac - Fenouillet - Pierre-Gourde (château) - La Sablière - Geyssière - Goutaillé - Grangeon - La grange de la Blache - Chazalet - Coing - La Fière |

### Risques naturels

#### Risques sismiques
La totalité du territoire de la commune de Gilhac-et-Bruzac est situé en zone de sismicité no 3 (sur une échelle de 1 à 5), comme la plupart des communes situées à proximité de la vallée du Rhône, mais en limite orientale de la zone no 2 qui correspond au plateau ardéchois.
| Type de zone | Niveau            | Définitions (bâtiment à risque normal) |
| ------------ | ----------------- | -------------------------------------- |
| Zone 3       | Sismicité modérée | accélération = 1,1 m/s2                |

## Toponymie
Le nom de la commune est composé de deux noms aux origines mal connues :

Le suffixe « -ac » est généralement issu du suffixe gallo-latin -acum, qui désigne un lieu rappelant soit l'emplacement d'une ancienne villa gallo-romaine nommée à partir de son propriétaire, soit un élément de la géographie locale.

### Gilhac
Eggius ? et suffixe -acum

### Bruzac
Brus (Brusius ?) et suffixe -acum

## Histoire

### Antiquité
Pour Pline la région autour de Valentia se nomme « regio Segovellaunorum ».
Il s'agit d'un peuple gaulois, les Ségovellaunes, qui était géographiquement installé de part et d'autre du Rhône moyen avec toute la plaine de Valence, l'actuel Valentinois.
Si l'on considère l'oppidum du Malpas, à Soyons, comme leur chef-lieu, le territoire des Ségovellaunes devait également s'étendre sur la rive droite du Rhône, dans la région montagneuse comprise entre l’Eyrieux et le Doux, dans l'actuel Haut-Vivarais. L'étendue du diocèse médiéval plaide en ce sens.

### Moyen Âge

Blason des seigneurs de Pierre Gourde.

Pierregourde formait une communauté avec la seigneurie de Beauchastel. Du XIIIe siècle au XVe siècle, les seigneurs de Pierre Gourde se nomment Hugon et sont liés avec les familles aristocratiques de la région par de nombreux mariages.

### Renaissance
François de Barjac est le seigneur de Pierre Gourde durant les guerres de Religion au XVIe siècle. Il fut un important chef protestant du Vivarais dont une notable partie de la population avait adopté la réforme.
Il fut tué durant les combats qui accompagnèrent la bataille de Mensignac, le 31 octobre 1568, laquelle opposa les troupes protestantes aux troupes catholiques commandées par le comte de Brissac.

### Époque contemporaine
En 1790, la création de la commune autonome de Gilhac et Bruzac fut effectuée par démembrement de la commune de Pierregourde qui n'existe plus.

## Politique et administration

### Tendances politiques et résultats

#### Scrutins nationaux
| Candidat           | 1er tour         | 1er tour              | 2e tour          | 2e tour               |
| Candidat           | Gilhac et Bruzac | Ensemble de la France | Gilhac et Bruzac | Ensemble de la France |
| ------------------ | ---------------- | --------------------- | ---------------- | --------------------- |
| Emmanuel Macron    | 20,18 %          | 24,01 %               | 63,3 %           | 66,10 %               |
| François Fillon    | 9,17 %           | 20,01 %               |                  |                       |
| Jean-Luc Mélenchon | 22,94 %          | 19,58 %               |                  |                       |
| Marine Le Pen      | 22,02 %          | 21,30 %               | 36,67 %          | 33,90 %               |
| Benoît Hamon       | 11,93 %          | 6,36 %                |                  |                       |
| Votants            | 80,88 %          | 77,77 %               | 74,26 %          | 74,56 %               |

### Liste des maires
| Période                                  | Période                   | Identité                 | Étiquette  | Qualité                          |
| ---------------------------------------- | ------------------------- | ------------------------ | ---------- | -------------------------------- |
| Les données manquantes sont à compléter. |                           |                          |            |                                  |
| 1813                                     | février 1822              | Jean-François Crespin    |            |                                  |
| avant 1988                               | mars 2008                 | Pierre Ducros            |            |                                  |
| avril 2008                               | mars 2014                 | Jean-Claude Schlotthauer |            | Directeur d'agence immobilière   |
| mars 2014                                | En cours (au 6 août 2020) | Gilbert Bouvier,         | SE-app.PCF | Retraité de la fonction publique |

## Population et société

### Démographie
L'évolution du nombre d'habitants est connue à travers les recensements de la population effectués dans la commune depuis 1793. Pour les communes de moins de 10 000 habitants, une enquête de recensement portant sur toute la population est réalisée tous les cinq ans, les populations de référence des années intermédiaires étant quant à elles estimées par interpolation ou extrapolation. Pour la commune, le premier recensement exhaustif entrant dans le cadre du nouveau dispositif a été réalisé en 2007.

En 2022, la commune comptait 174 habitants, en évolution de +2,35 % par rapport à 2016 (Ardèche : +2,48 %, France hors Mayotte : +2,11 %).
| 1793 | 1800 | 1806 | 1821 | 1831 | 1836 | 1841 | 1846 | 1851 |
| ---- | ---- | ---- | ---- | ---- | ---- | ---- | ---- | ---- |
| 791  | 888  | 847  | 875  | 884  | 900  | 858  | 818  | 806  |

| 1856 | 1861 | 1866 | 1872 | 1876 | 1881 | 1886 | 1891 | 1896 |
| ---- | ---- | ---- | ---- | ---- | ---- | ---- | ---- | ---- |
| 785  | 782  | 673  | 646  | 638  | 647  | 683  | 676  | 616  |

| 1901 | 1906 | 1911 | 1921 | 1926 | 1931 | 1936 | 1946 | 1954 |
| ---- | ---- | ---- | ---- | ---- | ---- | ---- | ---- | ---- |
| 567  | 522  | 510  | 382  | 368  | 319  | 314  | 269  | 227  |

| 1962 | 1968 | 1975 | 1982 | 1990 | 1999 | 2006 | 2007 | 2012 |
| ---- | ---- | ---- | ---- | ---- | ---- | ---- | ---- | ---- |
| 188  | 138  | 108  | 113  | 138  | 115  | 143  | 147  | 160  |

| 2017 | 2022 | - | - | - | - | - | - | - |
| ---- | ---- | - | - | - | - | - | - | - |
| 170  | 174  | - | - | - | - | - | - | - |

### Enseignement
Rattachée à l'académie de Grenoble, la commune de Gilhac-et-Bruzac, en raison d'une population trop modeste en nombre, ne gère pas d'école primaire ou d'école maternelle. Les enfants de la commune sont donc scolarisés dans les écoles des communes avoisinantes, notamment à Saint-Georges-les-Bains.

### Médias
La commune est située dans la zone de distribution de deux organes de la presse écrite régionale :
- L'Hebdo de l'Ardèche, journal hebdomadaire français basé à Valence et couvrant l'actualité de tout le département de l'Ardèche ;
- Le Dauphiné libéré, journal quotidien de la presse écrite française régionale distribué dans la plupart des départements de l'ancienne région Rhône-Alpes, notamment l'Ardèche. La commune est située dans la zone d'édition de Privas-centre-Ardèche.

### Cultes

#### Culte catholique
Le territoire communal dépend de la paroisse de « Saint-Nicolas du Rhône » avec dix autres communes. Le siège de la paroisse est implanté à La Voulte-sur-Rhône où se situe le presbytère. Cette création s'est faite en 2022 par fusion et redéfinition des limites des paroisses « Saint-Jean du Pays de Privas », « Saint-François d'Ouvèze-Payre» et « Saint-Michel du Rhône »  .

#### Culte protestant
Le territoire communal dépend de la région Centre-Alpes-Rhône de l'Église protestante unie de France. le temple en activité le plus proche est situé dans la commune voisine de Saint-Georges-les-Bains.

## Économie

### Emploi

#### Taux de chômage
Le taux de chômage des  15-64 ans dans la commune était de 5,1 % pour les hommes et de 21,9 % pour les femmes, pour un taux global de 12,7 % en 2014. (Source : Insee, EMPT4 Chômage (au sens du recensement) des 15-64 ans).

#### Statut professionnel
Le statut professionnel des travailleurs de la commune relève majoritairement du secteur libéral et plus précisément de travailleurs indépendants (la commune est en secteur agricole).
| Statuts professionnels | 2014   | 2009   |
| ---------------------- | ------ | ------ |
| Salariés               | 23,4 % | 20,0 % |
| dont femmes            | 14,4 % | 13,3 % |
| dont temps partiel     | 14,4 % | 13,3 % |
| Non salariés           | 76,6 % | 80,0 % |
| dont femmes            | 24,0 % | 40,0 % |
| dont temps partiel     | 14,4 % | 6,7 %  |

(Source : Insee, EMPT6 Emplois selon le statut professionnel).

### Tourisme
La commune ne compte aucun hôtel, mais certains particuliers proposent des locations de logement dans le cadre d'un gîte rural.
Un terrain de camping privé avec emplacement pour caravanes, tentes et des bungalows disponibles à la location est installé sur le territoire de la commune.

## Culture locale et patrimoine

### Lieux et monuments

#### Les ruines duchâteau de Pierregourde

##### Historique
Datant du XIIIe siècle, le château de Pierregourde, dont le nom vient du vieux français "tour de guet de pierre", bien que marqué par les guerres de Religion entre protestants et catholiques, doit plutôt sa ruine au fait qu'il fut utilisé comme carrière de pierre après son abandon au XVIIe siècle.

##### Accès
Pour accéder à l'ancien depuis la commune voisine de Saint-Laurent-du-Pape. Depuis l'église de cette commune, le visiteur doit emprunter la RD 266. Cette route s'élève à flanc de montagne jusqu'au village de Girbaud. Un chemin empierré situé sur la gauche permet d'accéder au château.
La visite est libre mais il n'y a pas de possibilité d'accéder au site pour les personnes à mobilité réduite (sauf portage).

Les ruines du château de Pierregourde
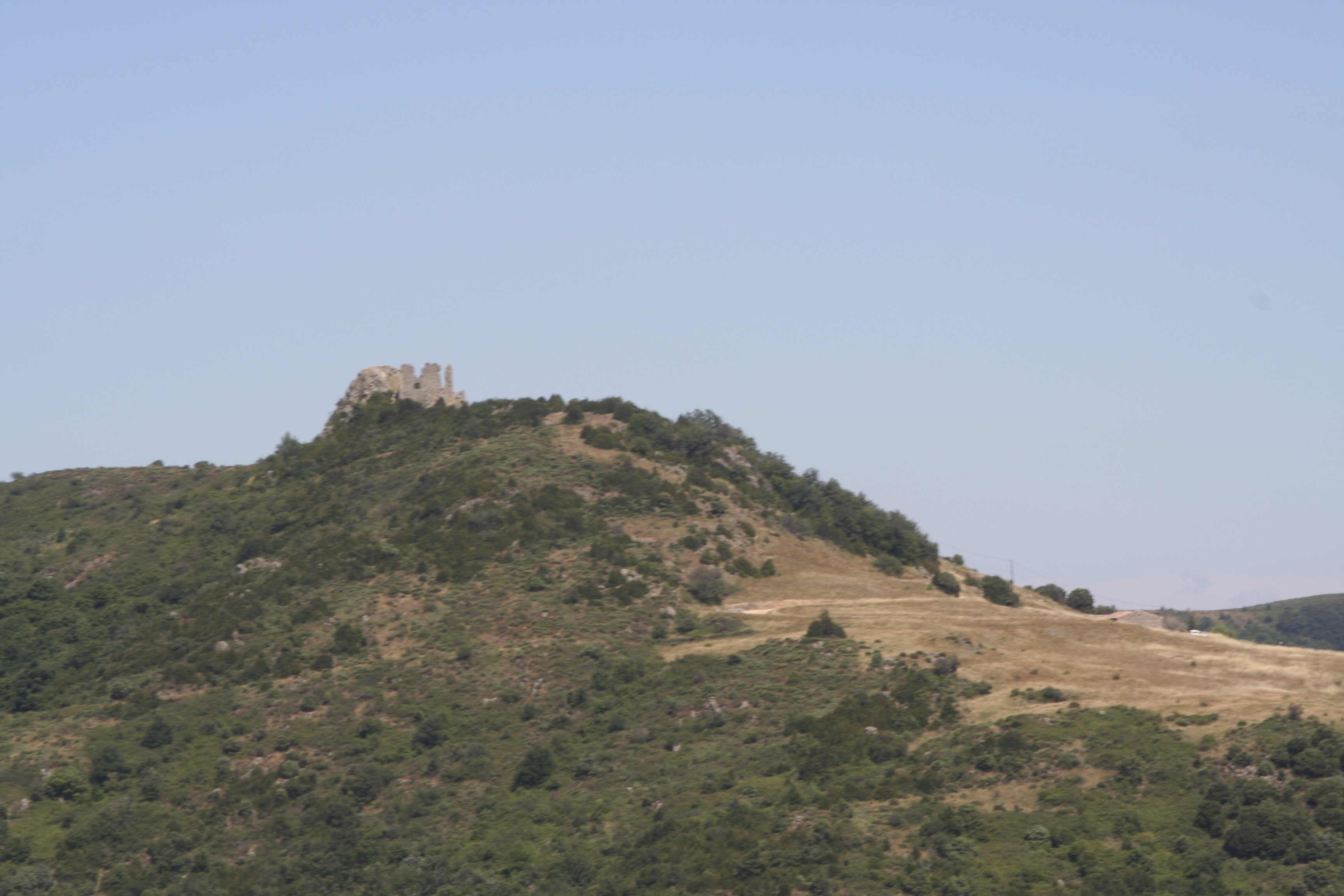
Ruines du château de Pierregourde.
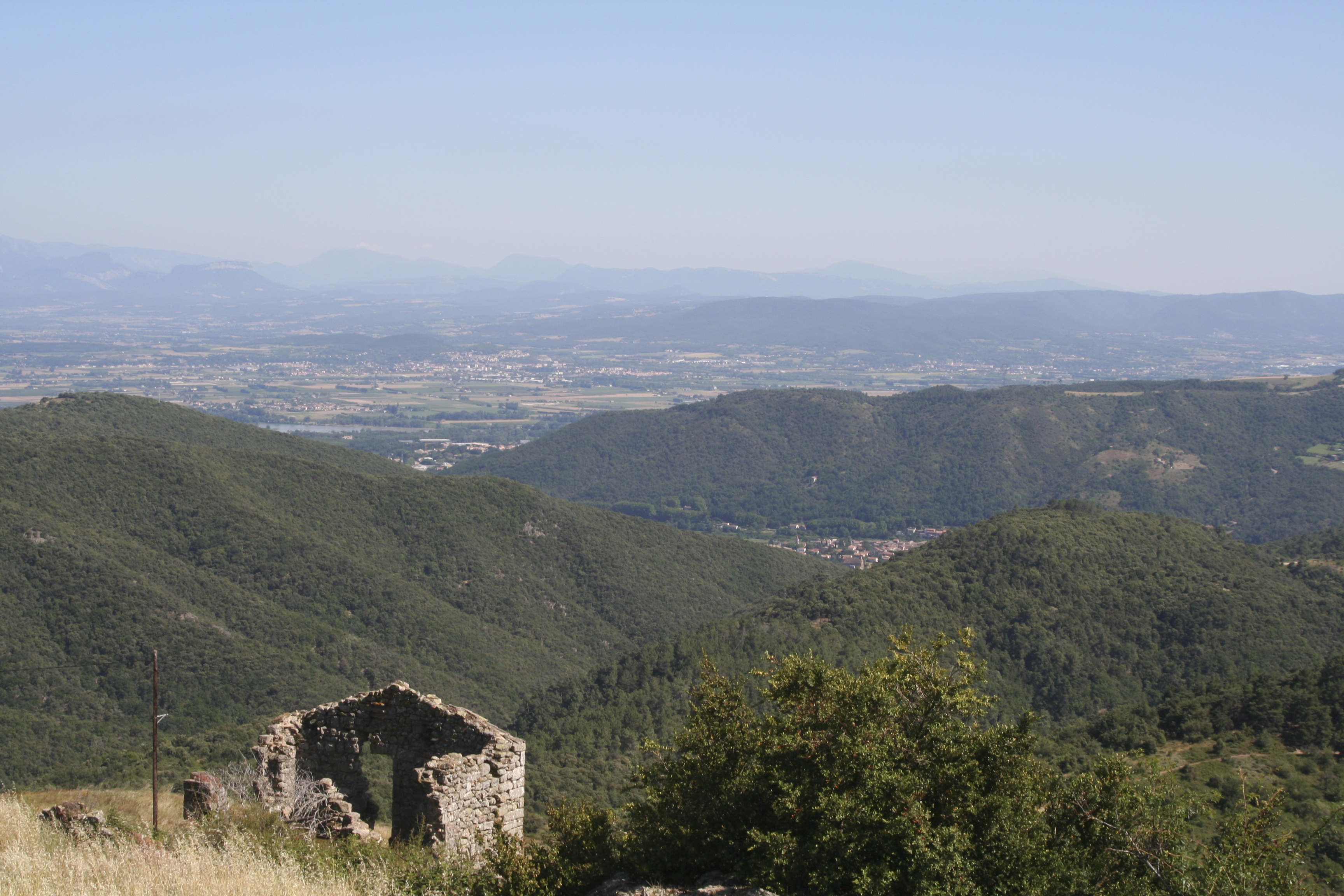
Vue depuis les ruines du château de Pierregourde.
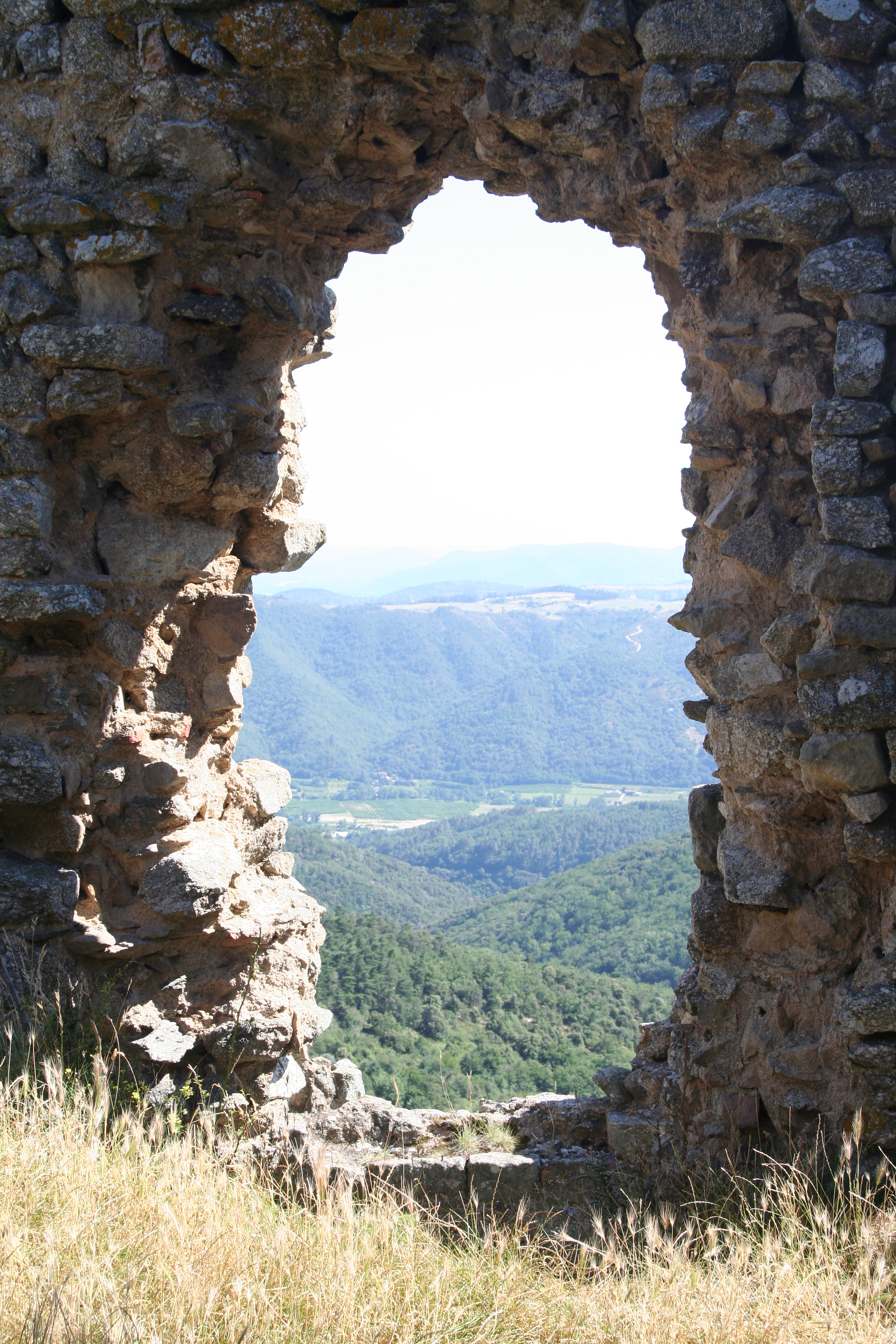
Autre vue depuis les ruines.
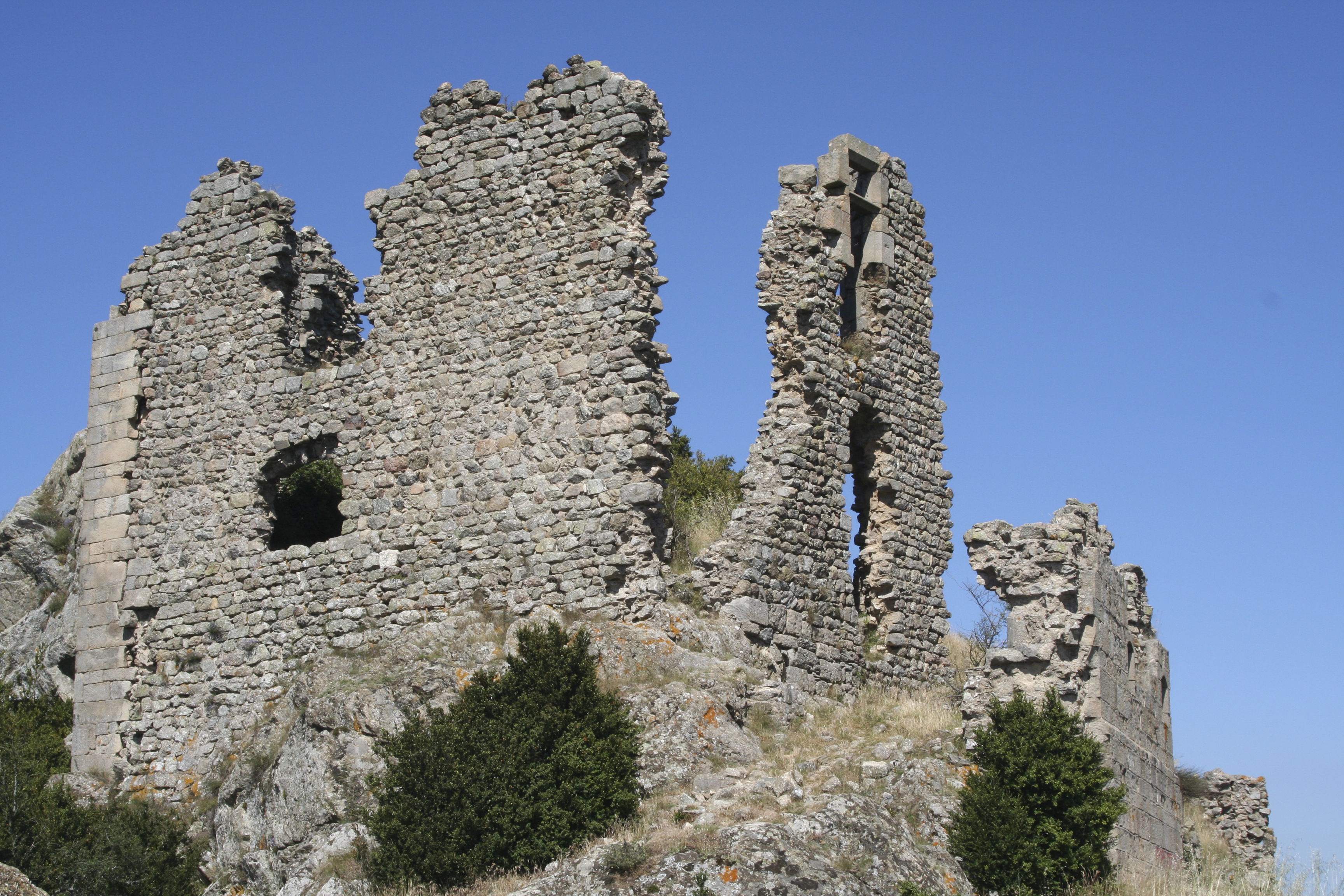
Ruines du château de Pierregourde.

#### L'égliseNotre-Dame (Sainte-Marie) de Bruzac
Il s'agit d'un édifice religieux consacré au rite catholique. Bien que n'étant plus utilisée pour les offices religieux, le portail de cette église a été rénové en mai 2014.
- Temple protestant de Bruzac.
- Temple protestant de Girbaud.

### Patrimoine forestier et floral
- Tableau présentant la flore répertoriée par le DREAL dans le bassin de l'Eyrieux[32]

| Erable de Montpellier (Acer monspessulanum), Chardon du Vivarais (Carduus vivariensis), Ciste à feuilles de sauge (Cistus salviifolius), Œillet du granite (Dianthus graniticus Jordan), Doronic mort-aux-panthères (Doronicum pardalianches), Rossolis à feuilles rondes (Drosera rotundifolia), Gagée des rochers (de bohême) (Gagea bohemica), Gagée jaune (Gagea lutea), | Millepertuis à feuilles de Linaire (Hypericum linariifolium Vahl), Impatiente ne-me-touchez-pas (Impatiens noli-tangere), Cotonnière des champs (Logfia arvensis), Orchis punaise Orchis (coriophora), Orchis punaise Orchis (coriophora subsp), Orchis à fleurs lâches (Orchis laxiflora), Fougère royale (Osmunda regalis), Pédiculaire des forêts (Pedicularis sylvatica), Peucédan à feuilles de carvi (Peucedanum carvifolium), | Potentille des rochers (Potentilla rupestris), Pulsatille rouge (Pulsatilla rubra Delarbre), Renoncule de Montpellier (Ranunculus monspeliacus), Renoncule des marais (Ranunculus paludosus), Réséda de Jacquin (Reseda jacquinii), Sagine noueuse (Sagina nodosa), Scorzonère peu élevée (Scorzonera humilis), Joubarbe d'Auvergne (Sempervivum tectorum). |

### Patrimoine faunistique
- Tableau présentant la faune répertoriée par le DREAL dans le bassin de l'Eyrieux

| Amphibiens Sonneur à ventre jaune (Bombina variegata), Crapaud commun (Bufo bufo), Rainette méridionale (Hyla meridionalis), Grenouille agile (Rana dalmatina). Poissons Barbeau méridional (Barbus meridionalis), Toxostome (Chondrostoma toxostoma). Reptiles Coronelle girondine (Coronella girondica) Couleuvre d'Esculape (Elaphe longissima), Lézard des souches (Lacerta agilis), Lézard ocellé (Lacerta lepida), Lézard hispanique (Podarcis hispanica). | Mammifères Barbastelle (Barbastella barbastellus), Castor d'Europe (Castor fiber), Genette (Genetta genetta), Loutre (Lutra lutra), Vespertilion de Bechstein (Myotis bechsteini), Vespertilion de Natterer (Myotis nattereri), Pipistrelle de Nathusius (Pipistrellus nathusii), Grand rhinolophe (Rhinolophus ferrumequinum), Petit rhinolophe (Rhinolophus hipposideros), Molosse de Cestoni (Tadarida teniotis). | Oiseaux Pipit rousseline (Anthus campestris), Grand-duc d'Europe (Bubo bubo), Engoulevent d'Europe (Caprimulgus europaeus), Circaète Jean-le-Blanc (Circaetus gallicus), Busard cendré (Circus pygargus), Grand Corbeau (Corvus corax), Pic épeichette (Dendrocopos minor), Bruant (fou Emberiza cia), Bruant ortolan (Emberiza hortulana), Gobemouche noir (Ficedula hypoleuca), Pie-grièche grise (Lanius excubitor), Alouette (lulu Lullula arborea), Guêpier d'Europe (Merops apiaster), Merle de roche (Monticola saxatilis), Traquet motteux (Oenanthe oenanthe), Balbuzard pêcheur (Pandion haliaetus), Fauvette passerinette (Sylvia cantillans), Fauvette orphée (Sylvia hortensis), Fauvette pitchou (Sylvia undata), Huppe fasciée (Upupa epops). |

### Héraldique
|  | Gilhac-et-Bruzac possède des armoiries dont l'origine et le blasonnement exact ne sont pas disponibles. |